# Zürich E-Prix
Der Zürich E-Prix ist ein Automobilrennen der FIA-Formel-E-Meisterschaft in Zürich, Schweiz. Das am 10. Juni 2018 ausgetragene Rennen war das erste Rundstreckenrennen in der Schweiz seit der Einführung des Verbots von Motorsportrennen auf Rundstrecken in der Schweiz 1955 und das erste internationale Rundstreckenrennen seit dem Großen Preis der Schweiz 1954.

## Geschichte

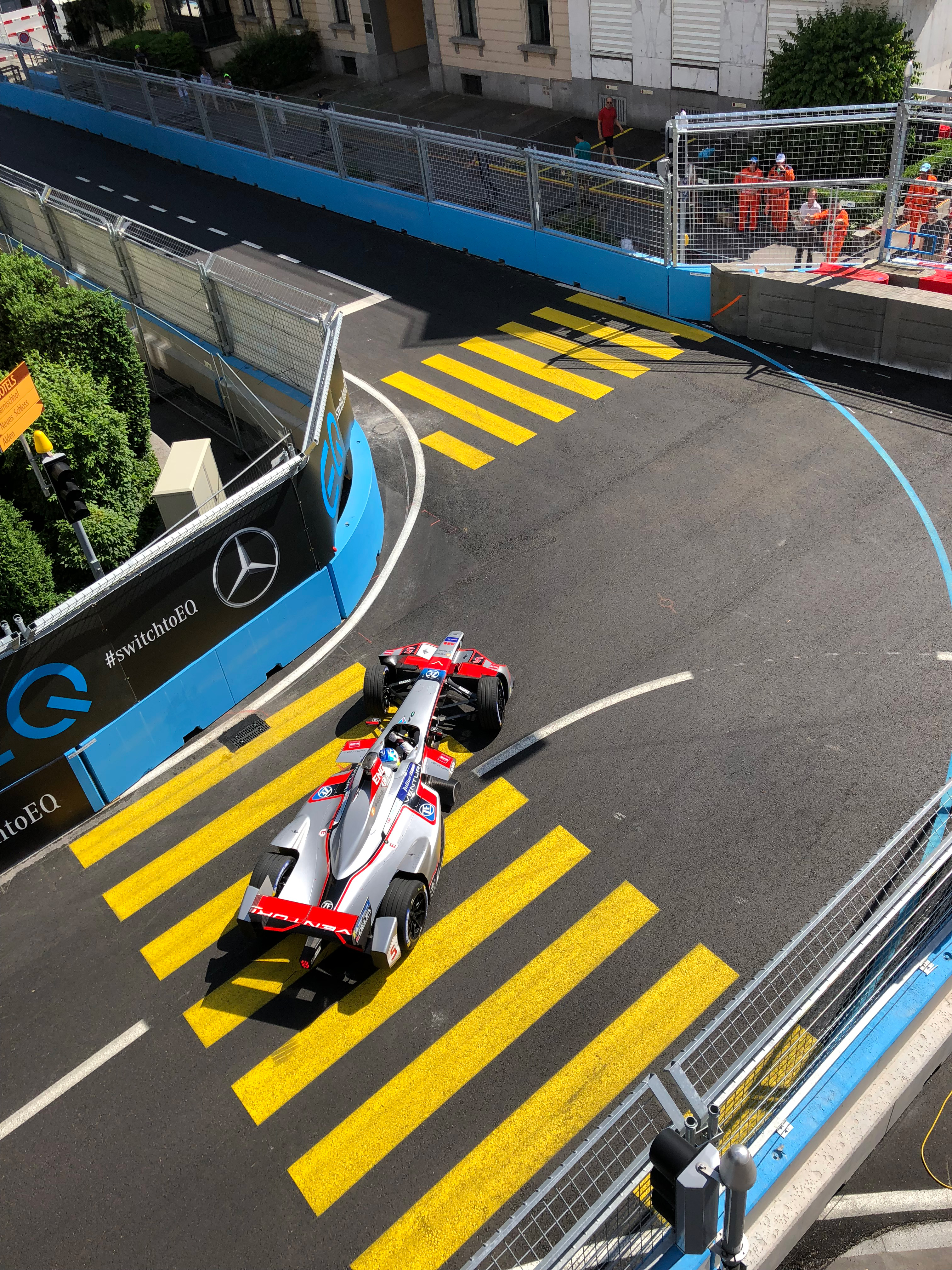
Maro Engel beim Shakedown zum Zürich E-Prix 2018

Der Bundesrat beschloss auf den 1. April 2016 eine Aufweichung des Verbot von öffentlichen Rundstreckenrennen in der Schweiz, indem Ausnahmebewilligungen für Rennen mit Elektroautos vergeben werden.
Die Organisation des Rennens übernahm die eigens zu diesem Zweck gegründete Swiss E-Prix Operations AG unter Leitung von Pascal Derron. Inzwischen wurde die Firma liquidiert. Diese gab bereits drei Monate vor der ersten Austragung des Rennens bekannt, den ursprünglich bis zum Jahr 2024 laufenden Vertrag mit der FIA-Formel-E-Meisterschaft um drei weitere Jahre, also bis zum Jahr 2027, verlängert zu haben. Die Lizenz sicherte dem Unternehmen exklusiv zu, jährlich E-Prix in der Schweiz organisieren zu dürfen. Schweizer Städte konnten sich hier um die Austragung eines E-Prix bewerben. Ursprünglich war bereits 2016 ein Rennen in Lugano vorgesehen. Nachdem die Finanzierung in Lugano nicht zustande kam, Medienberichten zufolge seien umgerechnet 10 Millionen Euro notwendig gewesen, sprang die Stadt Zürich für 2017 ein. Die erste Austragung fand allerdings erst 2018 statt.
Laut Aussage von Stadtpräsidentin Corine Mauch im Frühjahr 2018 wird es voraussichtlich keine regelmässigen Austragungen von Formel-E-Rennen in Zürich geben. Von der Stadt Zürich lag die Bewilligung vor, Formel-E-Rennen in den Jahren 2018 und 2019 durchzuführen. Auch im Rennkalender der FIA-Formel-E-Meisterschaft 2018/19 war eine erneute Austragung des Rennens im Juni 2019 vorgesehen.
Der erste Zürich E-Prix wurde auf einer eigens dafür eingerichteten temporären Rennstrecke im Quartier Enge des Stadtkreises 2 ausgetragen. Das Rennen wurde im Gegensatz zu den anderen Rennen der FIA-Formel-E-Meisterschaft an einem Sonntag ausgetragen, um die Verkehrsbehinderungen so gering wie möglich zu halten.
Lucas di Grassi gewann den ersten Zürich E-Prix vor Sam Bird und Jérôme D’Ambrosio.
Am 4. September 2018 erfolgte die Absage des für den 9. Juni 2019 geplanten Rennens, da der Bevölkerung nicht zu viele Großveranstaltungen in einem Jahr zugemutet werden sollten – neben dem Züri Fäscht findet 2019 auch das zehnjährige Jubiläum des Zurich Pride Festivals statt. Außerdem wurde kommuniziert, dass bei einer allfälligen Austragung im Jahr 2020 die Strecke in einen anderen Stadtteil verlegt werden müsste, wo die Anwohner durch die Aufbauarbeiten weniger belastet werden würden. Am 26. Juni 2019 hat der Zürcher Stadtrat die Bewilligung für ein Rennen auf dem Campus der ETH Zürich abgelehnt. Da keine alternative Streckenführung in Zürich vorgesehen war, bedeutete dies die erneute Absage des Rennens.

## Ergebnisse
| Auflage | Jahr    | Strecke                     | Sieger                                      | Zweiter                     | Dritter                           | Pole-Position                         | Schnellste Runde           |
| ------- | ------- | --------------------------- | ------------------------------------------- | --------------------------- | --------------------------------- | ------------------------------------- | -------------------------- |
| 1       | 2017/18 | Formel-E-Rennstrecke Zürich | Lucas di Grassi (ABT Schaeffler Audi Sport) | Sam Bird (DS Virgin Racing) | Jérôme D’Ambrosio (Dragon Racing) | Mitch Evans (Panasonic Jaguar Racing) | André Lotterer (Techeetah) |